# Karl Alber (Fußballspieler)
Karl Alber (* 17. September 1948) ist ein ehemaliger deutscher Fußballspieler.

## Karriere
Bereits in der Jugend wechselte Alber zur Saison 1967/68 von der Spvgg Frankenbach zum VfR Heilbronn. Im Folgejahr wurde er in die in der 1. Amateurliga spielende erste Mannschaft übernommen, die im selben Jahr, unter maßgeblicher Beteiligung von Karl Alber, den Aufstieg in die damals als zweite Lizenzspielerklasse unter der Bundesliga existierende Regionalliga Süd schaffte. In der Saison 1973/74 wechselte er gemeinsam mit Reinhold Scherpp zu Eintracht Bad Kreuznach, mit der er 1975 in die 2. Bundesliga aufstieg.
Karl Alber war von 1986 bis 2010 Bürgermeister der Gemeinde Erlenbach und ist jetzt im Ruhestand.